# جون باني
جون باني (بالإنجليزية: John Bani)‏ (و. 1941 – م) هو سياسي من فانواتو شغل منصب رئيس فانواتو للفترة 25 آذار 1999 إلى 24 آذار 2004.